# SdKfz 7
SdKfz 7 - Mittlerer Zugkraftwagen (Medeltungt dragfordon) 8 t tysk halvbandvagn använd under andra världskriget. Vagnen utvecklades från början som dragfordon för de tunga artilleripjäserna i Tysklands nyuppsatta mekaniserade divisioner. Men kom senare att användas som bas för olika självgående luftvärnskanonvagnar.
| före 1 september 1939 | efter 1 september 1939 | 1940 | 1941  | 1942  | 1943  | 1944  | 1945 | Antal i tjänst 1 mars 1945 |
| --------------------- | ---------------------- | ---- | ----- | ----- | ----- | ----- | ---- | -------------------------- |
| 1 506                 | 103                    | 996  | 1 322 | 1 388 | 3 250 | 3 352 | 270  | 3 602                      |

## Varianter
- SdKfz 7 - Dragfordon för divisionernas tunga artilleripjäser som 15 cm sFH 18 och 8,8 cm FlaK 36.
- SdKfz 7/1 - Självgående lavett med 20 mm lvakan i fyrlavettage (2cm Flakvierling 38) Totalt tillverkades 319 stycken fram till oktober 1944 för Flak-enheter ur Luftwaffe.[2]
- SdKfz 7/2 - Självgående lavett med 37 mm luftvärnskanon (3,7 cm Flak 36). Tillverkningen startade under 1943 som en ersättning när SdKfz 6/2 som var beväpnad med samma kanon togs ur produktion. Totalt tillverkades 123 stycken fram till februari 1945 för Flak-enheter ur Luftwaffe.[2]
- SdKfz 7/6 - Stridsledningsvagn för avfyring av V-2